# Hospital Clínic de Barcelona
Hospital Clínic de Barcelona, officieel Hospital Clínic i Provincial de Barcelona, is een ziekenhuis in Barcelona, Catalonië (Spanje). Het gebouw is in 1906 in gebruik genomen en maakt nu deel uit van de Catalaanse gezondheidsdienst (CatSalut). Het ziekenhuis is een academisch ziekenhuis verbonden aan de Universiteit van Barcelona.